# Puya tristis
Puya tristis är en gräsväxtart som beskrevs av Lyman Bradford Smith. Puya tristis ingår i släktet Puya och familjen Bromeliaceae. Inga underarter finns listade i Catalogue of Life.